# Durrës (huyện)
Durrës là một quận thuộc hạt Durrës, Albania. Quận này có diện tích 455 km² và dân số năm 2002 là 182988 người, mật độ 402 người/km².